# ديناميكا حرارية جوية

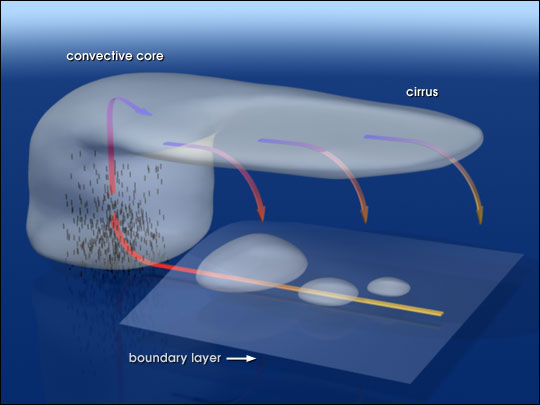
يكتسب الهواء رطوبة أثناء مروره بنظام حمل حراري ، ثم يتصاعد متمددا فيبرد ويتكثف.

ترموديناميكا الغلاف الجوي في الفيزياء وعلم أرصاد جوية (بالإنجليزية: Atmospheric thermodynamics ) هو دراسة تأثير الحرارة في عمليات الطقس وتغيرات نظام جو الأرض، وذلك بتطبيق القوانين الأساسية للترموديناميكا الكلاسيكية. وتتعلق ترموديناميكا الغلاف الجوي للأرض بدراسة خواص الهواء المحمل بالرطوبة، وتكوّن السحب، و الحمل الحراري الجوي، تتطابق طبقات لجو، والاستقرار الرأسي للغلاف الجوي . ويشكل الترموديناميكا الغلاف الجوي للأرض أساسيات نشأة السحب والحمل الحراري باستخدام نماذج حسابية، من ضمنها «الحمل المتوازن لنماذج المناخ» .

## اقرأ أيضا
- ترموديناميكا بيولوجية
- ديناميكا حرارية
- إشعاع حراري
- توازن ترموديناميكي
- الحرارة
- طاقة شمسية فضائية
- عمل (ترموديناميك)
- قوانين الديناميكا الحرارية
- حمل (فيزياء)
- نظام حركة حرارية